# Stonewall Jackson (Musiker)

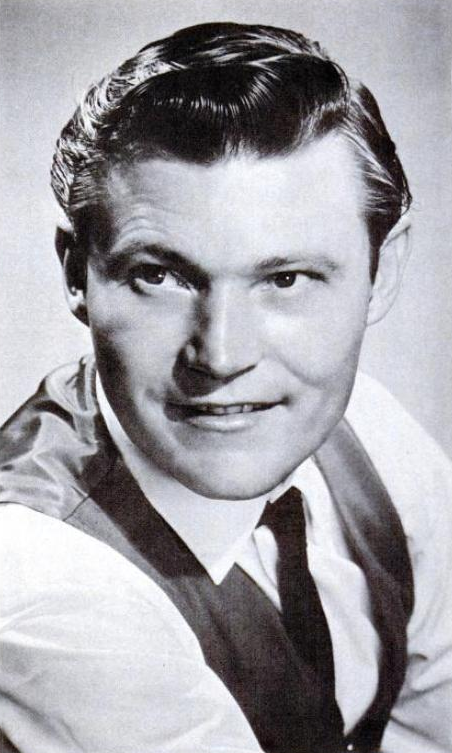
Stonewall Jackson (1966)

Stonewall Jackson (* 6. November 1932 in Tabor City, North Carolina; † 4. Dezember 2021 in Nashville, Tennessee) war ein US-amerikanischer Country-Sänger und Songwriter, der in den 1960er-Jahren mehrere Hitparadenerfolge hatte.

## Leben

### Anfänge
Stonewall Jackson wurde 1932 in North Carolina geboren und nach dem bekannten Südstaaten-General Thomas „Stonewall“ Jackson benannt. Manchmal wird behauptet, er sei sein Nachfahre gewesen, dies ist aber unwahrscheinlich, da der General keine männlichen Nachkommen hatte, die den Familiennamen hätten weitergeben können. Der Musiker wuchs in armen Verhältnissen auf, und nach dem frühen Tod seines Vaters zog die Mutter mit ihren Kindern auf die Farm ihres Schwagers. Es war die Zeit der wirtschaftlichen Depression, und Jackson musste bereits als Achtjähriger auf dem Feld arbeiten. Auf einer alten Gitarre, die er im Tausch gegen ein verrostetes Fahrrad erworben habe, soll er sich selbst die ersten Akkorde beigebracht haben.
Seine Armeezeit leistete er bei der US-Navy ab, wo er erste Auftritte als Musiker hatte. Nach seiner Entlassung arbeitete er wieder in der Landwirtschaft. 1956 zog er mit etwas Geld und einigen selbstgeschriebenen Songs nach Nashville, um sein Glück im Musikgeschäft zu versuchen.

### Karriere
Der einflussreiche Produzent Wesley Rose fand Gefallen an dem jungen Mann und seiner Musik und empfahl ihn an George D. Hay weiter, den Manager der Grand Ole Opry. Dieser bot ihm spontan einen mehrjährigen Vertrag an. Es war das erste Mal, dass ein Newcomer ohne Plattenvertrag ständiges Mitglied der Opry wurde. Nach seinen ersten erfolgreichen Auftritten und mit Unterstützung des Country-Sängers Ernest Tubb dauerte es nicht lange, bis die großen Schallplattenfirmen auf den Nachwuchsmusiker aufmerksam wurden. Das Columbia-Label machte 1956 schließlich das Rennen.
Seine erste Single, Don’t Be Angry, geschrieben von seinem Bruder Wade Jackson (1929–2020), der sich erfolglos ebenfalls als Country-Sänger versuchte, erschien im Januar 1957. Die Nachfolgeproduktion, eine Coverversion von George Jones’ Life To Go, schaffte es zwei Jahre später fast bis an die Spitze der Country-Charts. Im gleichen Jahr gelang ihm mit Waterloo sein größter Erfolg. Der Song stand mehrere Wochen auf Platz eins und drang bis in die Top-10 der Pop-Hitparade vor. Er war auch ein Top-30-Hit in Großbritannien.
Nach weiteren erfolgreichen Singles schaffte er 1964 mit B.J. the D.J. seinen zweiten Nummer-1-Hit. Bis Ende des Jahrzehnts war fast jede seiner Singles in der Top-20 vertreten. Dann ließen die Verkaufszahlen spürbar nach. Lediglich 1971 konnte er sich mit Lobos Me and You and a Dog Named Boo noch einmal im oberen Bereich der Country-Charts platzieren. 1973 wechselte er nach Streitigkeiten mit seiner Plattenfirma zum MGM-Label. Hier hatte er mit dem Song Herman Schwartz einen letzten bescheidenen Erfolg.
Jackson wechselte noch mehrfach die Schallplattenfirmen und veröffentlichte neues und altes Material. An seine früheren Erfolge konnte er zwar nicht mehr anknüpfen, aber er blieb der Szene verbunden und hatte weiterhin Konzertauftritte. 2007 reichte er gegen die Grand Ole Opry eine Klage ein, da er keine weiteren Auftritte mehr bestreiten durfte. Jackson klagte wegen Altersdiskriminierung und Vertragsbruch. Im Oktober 2008 gab Gaylord Entertainment, Inhaber der Opry, bekannt, dass die Streitigkeiten außergerichtlich beigelegt wurden. Jackson war seitdem wieder Mitglied der Opry. Er starb im Dezember 2021 im Alter von 89 Jahren in Nashville.

## Diskografie

### Alben
| Jahr | Titel Musiklabel                                       | Höchstplatzierung, Gesamtwochen, AuszeichnungChartsChartplatzierungen (Jahr, Titel, Musiklabel, Platzierungen, Wochen, Auszeichnungen, Anmerkungen) | Anmerkungen |
| Jahr | Titel Musiklabel                                       | Country | Anmerkungen |
| ---- | ------------------------------------------------------ | --- | ----------- |
| 1963 | I Love a Song Columbia Records                         | Country2 (25 Wo.)Country |             |
| 1965 | Trouble & Me Columbia Records                          | Country15 (16 Wo.)Country |             |
| 1965 | Stonewall Jackson’s Greatest Hits Columbia Records     | Country20 (3 Wo.)Country |             |
| 1966 | All’s Fair In Love ’N’ War Columbia Records            | Country5 (20 Wo.)Country |             |
| 1967 | Help Stamp Out Loneliness Columbia Records             | Country36 (3 Wo.)Country |             |
| 1968 | Nothing Takes The Place Of Loving You Columbia Records | Country34 (3 Wo.)Country |             |
| 1968 | The Great Old Songs Columbia Records                   | Country38 (2 Wo.)Country |             |

grau schraffiert: keine Chartdaten aus diesem Jahr verfügbar
Weitere Alben
- 1959: The Dynamic Stonewall Jackson (Columbia)
- 1963: Sadness In A Song (Columbia)
- 1968: Stonewall Jackson Country (Columbia)
- 1969: The Old Country Church (Columbia)
- 1969: A Tribute To Hank Williams (Columbia)
- 1970: The Lonesome In Me (Columbia)
- 1970: The Real Thing (Columbia)
- 1971: Stonewall Jackson Recorded Live At The Grand Ole Opry (Columbia)
- 1971: Me & You & A Dog Named Boo (Columbia)
- 1973: Stonewall Jackson Country (Columbia)
- 1973: The Lonesome In Me (Columbia)
- 1979: Platinum Country (Little Darlin’)
- 1981: Stars of the Grand Ole Opry
- 1982: Solid Stonewall (Phono)
- 1983: Audiograph Live

### Singles
| Jahr | Titel Album                                                             | Höchstplatzierung, Gesamtwochen, AuszeichnungChartplatzierungen (Jahr, Titel, Album, Platzierungen, Wochen, Auszeichnungen, Anmerkungen) | Höchstplatzierung, Gesamtwochen, AuszeichnungChartplatzierungen (Jahr, Titel, Album, Platzierungen, Wochen, Auszeichnungen, Anmerkungen) | Höchstplatzierung, Gesamtwochen, AuszeichnungChartplatzierungen (Jahr, Titel, Album, Platzierungen, Wochen, Auszeichnungen, Anmerkungen) | Höchstplatzierung, Gesamtwochen, AuszeichnungChartplatzierungen (Jahr, Titel, Album, Platzierungen, Wochen, Auszeichnungen, Anmerkungen) | Anmerkungen |
| Jahr | Titel Album                                                             | DE | UK | US | Country | Anmerkungen |
| ---- | ----------------------------------------------------------------------- | --- | --- | --- | --- | ----------- |
| 1959 | Life to Go The Dynamic Stonewall Jackson                                | — | — | — | Country2 (23 Wo.)Country |             |
| 1959 | Waterloo The Dynamic Stonewall Jackson                                  | DE30 (4 Wo.)DE | UK24 (2 Wo.)UK | US4 (16 Wo.)US | Country1 (19 Wo.)Country |             |
| 1959 | Smoke Along the Track The Dynamic Stonewall Jackson                     | — | — | — | Country24 (5 Wo.)Country |             |
| 1959 | Igmoo (The Pride of South Central High) –                               | — | — | US95 (2 Wo.)US | Country29 (1 Wo.)Country |             |
| 1960 | Mary Don’t You Weep The Dynamic Stonewall Jackson                       | — | — | US41 (7 Wo.)US | Country12 (12 Wo.)Country |             |
| 1960 | Why I’m Walkin’ The Dynamic Stonewall Jackson                           | — | — | US83 (3 Wo.)US | Country6 (17 Wo.)Country |             |
| 1960 | Life of a Poor Boy –                                                    | — | — | — | Country15 (5 Wo.)Country |             |
| 1960 | A Little Guy Called Joe –                                               | — | — | — | Country13 (15 Wo.)Country |             |
| 1961 | Greener Pastures The Sadness in a Song                                  | — | — | — | Country26 (6 Wo.)Country |             |
| 1961 | Hungry for Love The Sadness in a Song                                   | — | — | — | Country27 (2 Wo.)Country |             |
| 1962 | A Wound Time Can’t Erase I Love a Song                                  | — | — | — | Country3 (22 Wo.)Country |             |
| 1962 | Second Choice The Sadness in a Song                                     | — | — | — | Country18 (3 Wo.)Country |             |
| 1962 | One Look at Heaven The Sadness in a Song                                | — | — | — | Country11 (10 Wo.)Country |             |
| 1962 | Leona The Sadness in a Song                                             | — | — | — | Country9 (7 Wo.)Country |             |
| 1963 | Can’t Hang Up the Phone –                                               | — | — | — | Country11 (10 Wo.)Country |             |
| 1963 | Old Showboat Trouble & Me                                               | — | — | — | Country8 (14 Wo.)Country |             |
| 1963 | Wild Wild Wind I Love a Song                                            | — | — | — | Country15 (8 Wo.)Country |             |
| 1964 | B.J. the D.J. I Love a Song                                             | — | — | — | Country1 (22 Wo.)Country |             |
| 1964 | Not My Kind of People Trouble & Me                                      | — | — | — | Country24 (13 Wo.)Country |             |
| 1964 | Don’t Be Angry I Love a Song                                            | — | — | — | Country4 (25 Wo.)Country |             |
| 1965 | I Washed My Hands In Muddy Water Trouble & Me                           | — | — | — | Country8 (19 Wo.)Country |             |
| 1965 | Trouble and Me Trouble & Me                                             | — | — | — | Country30 (9 Wo.)Country |             |
| 1965 | Lost in the Shuffle Stonewall Jackson’s Greatest Hits                   | — | — | — | Country22 (7 Wo.)Country |             |
| 1965 | Poor Red Georgia Dirt –                                                 | — | — | — | Country44 (3 Wo.)Country |             |
| 1965 | If This House Could Talk –                                              | — | — | — | Country24 (12 Wo.)Country |             |
| 1966 | The Minute Men (Are Turning in Their Graves) All’s Fair in Love ’N’ War | — | — | — | Country24 (8 Wo.)Country |             |
| 1966 | Blues Plus Booze (Means I Lose) All’s Fair in Love ’N’ War              | — | — | — | Country12 (15 Wo.)Country |             |
| 1967 | Stamp Out Loneliness Help Stamp Out Loneliness                          | — | — | — | Country5 (17 Wo.)Country |             |
| 1967 | Promises and Hearts (Were Made to Break) Help Stamp Out Loneliness      | — | — | — | Country15 (15 Wo.)Country |             |
| 1967 | This World Holds Nothing (Since You’re Gone) Country                    | — | — | — | Country27 (12 Wo.)Country |             |
| 1968 | Nothing Takes the Place of Loving You                                   | — | — | — | Country39 (10 Wo.)Country |             |
| 1968 | I Believe in Love Nothing Takes the Place of Loving You                 | — | — | — | Country31 (9 Wo.)Country |             |
| 1968 | Angry Words Greatest Hits 2                                             | — | — | — | Country16 (15 Wo.)Country |             |
| 1969 | Somebody’s Always Leaving The Lonesome in Me                            | — | — | — | Country52 (7 Wo.)Country |             |
| 1969 | „Never More“ Quote The Raven The Lonesome in Me                         | — | — | — | Country25 (9 Wo.)Country |             |
| 1969 | Ship in the Bottle The Lonesome in Me                                   | — | — | — | Country19 (10 Wo.)Country |             |
| 1970 | Better Days for Mama The Lonesome in Me                                 | — | — | — | Country72 (2 Wo.)Country |             |
| 1970 | Born That Way The Real Thing                                            | — | — | — | Country72 (2 Wo.)Country |             |
| 1970 | Oh, Lonesome Me The Real Thing                                          | — | — | — | Country63 (4 Wo.)Country |             |
| 1971 | Me and You and a Dog Named Boo                                          | — | — | — | Country7 (13 Wo.)Country |             |
| 1972 | That’s All This World Needs –                                           | — | — | — | Country71 (5 Wo.)Country |             |
| 1973 | I’m Not Strong Enough (To Build Another Dream) –                        | — | — | — | Country70 (3 Wo.)Country |             |
| 1973 | Herman Schwartz –                                                       | — | — | — | Country41 (9 Wo.)Country |             |

Weitere Singles
- 1971: Push the Panic Button
- 1973: True Love Is the Thing
- 1973: Ol’ Blue
- 1974: Don’t Be Late
- 1978: Spirit of Saint Louis
- 1978: Walk Out on Me (Before I Walk All Over You)
- 1978: My Favorite Sin
- 1979: Point of No Return
- 1979: Listening to Johnny Paycheck
- 1981: Full Moon Empty Pockets
- 1983: Let the Sun Shine on the People